# Ясна Диклич
Ясна Диклич (на босненски: Jasna Diklić; родена на 8 март 1946 г., Сараево) е босненска филмова и театрална актриса. Прави първите си актьорски стъпки на сцената на „Мали театър“ в Сараево, където участва в практически занятия на Драматичното студио на Фестивала за малък и експериментален театър.
По време на обсадата на Сараево и войната в Босна и Херцеговина, Ясна Диклич е един от основателите на сараевския военен театър „Сартр“, чието мото е „Театър срещу смъртта“. През тези години актьорите и работниците на трите съществуващи професионални театъра в Сараево, които прекратяват дейност в началото на войната; се събират около Сартр и започват многобройни представления през четирите години на обсадата на града.
Диклич е директор на поетическия младежки театър „Ювента“. Като цяло тя се появява в повече от 150 театрални и кинематографски роли. През 1997 г. получава призванието „Жена на годината в изкуството“ на Босна и Херцеговина.

## Биография
Ясна Диклич е родена на 8 март 1946 г. в Сараево, столицата на Социалистическа република Босна и Херцеговина, една от шестте републики на бившата Социалистическа федеративна република Югославия (Югославия). Като дъщеря на известна босненска актриса и куклен режисьор, Ясна почти веднага „навлиза в театралния живот“. Тя прави първите си актьорски стъпки на сцената на Мали театър в Сараево. След това Диклич завършва сценични изкуства към Философския факултет в Сараево.
Първите си изцяло професионални изпълнения Ясна Диклич прави в Народния театър в Баня Лука, през 1969 г., на 23-годишна възраст. На новата сцена тя участва в спектакъла „След падението“, режисиран от Предраг Динулович.
Скоро след това тя се завръща на сцената на столичния Мали театър, който скоро променя името си на „Камерен театър 55“. До 1992 г. тя изиграва десетки роли: сред тях са ролите в „Uticaj gama zraka na sablasne nevene“ (1972) на Жарко Петан, „Kata Kapuralica“ (1974) на Марко Фотез, „Hedda Gabler“ (1976) на Мато Милошевич, „Брисани пут“ (1981) на режисьора Слободан Унковски, „Plavokosa jevrejka“ (1988) на Мира Ерцег. Освен това в колекцията ѝ е и ролята на Надежда в спектакъла „Lutkino bespuće“ (1991), режисиран от Владимир Милчин.
По време на обсадата на Сараево, Ясна Диклич е един от основателите на сараевския военен театър „Сартр“. През януари 1993 г. Сартр е официално признат от Градския съвет на Сараево като обществена институция, която има особено значение за защитата на града; администрацията на театъра говори за него като за „духовно оръжие“ на града срещу „сюрреализма на войната“. През 1993 г. Диклич играе ролята на Мина Хааузен в „Sklonište“ на Дубравко Бибанович.